# 熱い胸さわぎ
『熱い胸さわぎ』（あついむなさわぎ）は、サザンオールスターズの1作目のオリジナル・アルバム。1978年8月25日にレコードで発売。発売元はInvitation。
1984年6月21日、1998年4月22日、2008年12月3日にCDで再発売されている。1989年6月25日にはCDとカセットテープで再発売された。また、2014年12月17日からはダウンロード配信、2019年12月20日からはストリーミング配信が開始されている。

## 背景・制作
デビューシングル「勝手にシンドバッド」からちょうど2か月後に発売された自身初のオリジナル・アルバム。本作はレゲエ風の曲調やアメリカ西海岸の人気バンド、リトル・フィートへのオマージュを取り入れ、ポップに変換した作品である。　
編曲・レコーディングでは、同バンドのメンバーに加え、新田一郎率いるホーンセクション、Horn Spectrumが数曲参加している。
関口によるとデモテープやレコーディングの時点で「悲しみはブギの彼方に」（後に16作目のオリジナル・アルバム『THANK YOU SO MUCH』に収録）や「昔話のテーマ」（未発表曲）などの数曲がボツになった。

## リリース
サザンの初期の楽曲はバーニングが権利を持っており、本作もプロデュースはバーニングプロダクションによるものである。
1998年の再発盤の初回限定盤はオリジナルLP復刻ジャケット（紙ジャケット）仕様で、雑誌「バァフアウト!」編集発行人の山崎二郎によるライナーノーツが封入されている。

### 再発売
- 1984年6月21日（CD）VDR-28
- 1989年6月25日（CD）VDR-7001・（CT）VCF-5001
- 1998年4月22日（CD）VICL-60211 音量改善
- 2008年12月3日（CD）VICL-63301 リマスタリング
- 2024年11月27日（ダウンロード・ストリーミング）リマスタリング

## 批評
「ミュージック・マガジン」が2019年に選定した「50年の邦楽アルバム・ベスト100」では30位にランクインしている。
桑田佳祐はこのアルバムについて2015年発売のオリジナル・アルバム『葡萄』の初回生産限定盤特典「葡萄白書」のインタビューで、「あの人力と若さを総動員させた勢いは二度と再現できない奇跡のようなものです」「最近になって、あのデビューアルバムにこそ、きっと多くの人が大好きだと言ってくれるサザンが集約されているんじゃないかと思えてきました」と述べている。また、本作とソロアルバム『MUSICMAN』についてはほとんど後悔がない旨も述べている。
また、桑田は「あれ（熱い胸さわぎ）がデビュー作でほんと良かった（笑）」と語っている。

## 収録曲
全作詞・作曲：桑田佳祐。初回限定盤（再発盤）・通常盤共通収録。既発曲の解説は各収録作品を参照のこと。
| #         | タイトル               | 作詞      | 作曲・編曲 | 編曲                                                  | 時間 |
| --------- | ---------------------- | --------- | ---------- | ----------------------------------------------------- | ---- |
| 1.        | 「勝手にシンドバッド」 |           |            | 斉藤ノブ サザンオールスターズ Horn Spectrum（管編曲） | 3:58 |
| 2.        | 「別れ話は最後に」     |           |            | サザンオールスターズ Horn Spectrum（管編曲）          | 4:36 |
| 3.        | 「当って砕けろ」       |           |            | サザンオールスターズ Horn Spectrum（管編曲）          | 3:48 |
| 4.        | 「恋はお熱く」         |           |            | サザンオールスターズ                                  | 4:28 |
| 5.        | 「茅ヶ崎に背を向けて」 |           |            | サザンオールスターズ Horn Spectrum（管編曲）          | 3:23 |
| 合計時間: | 合計時間:              | 合計時間: | 20:13      |                                                       |      |

| #         | タイトル               | 作詞      | 作曲・編曲 | 編曲                                         | 時間 |
| --------- | ---------------------- | --------- | ---------- | -------------------------------------------- | ---- |
| 1.        | 「瞳の中にレインボウ」 |           |            | サザンオールスターズ                         | 4:49 |
| 2.        | 「女呼んでブギ」       |           |            | サザンオールスターズ Horn Spectrum（管編曲） | 4:05 |
| 3.        | 「レゲエに首ったけ」   |           |            | サザンオールスターズ Horn Spectrum（管編曲） | 4:02 |
| 4.        | 「いとしのフィート」   |           |            | サザンオールスターズ Horn Spectrum（管編曲） | 5:00 |
| 5.        | 「今宵あなたに」       |           |            | サザンオールスターズ Horn Spectrum（管編曲） | 3:41 |
| 合計時間: | 合計時間:              | 合計時間: | 21:37      |                                              |      |

1. 勝手にシンドバッド
デビューシングル。
2. 別れ話は最後に
ボサノヴァ・タッチのAOR的な曲調の楽曲[1]。
ビクター側がシングル曲の候補として挙げていた楽曲である[1]。
パーカッションの野沢秀行は、サザンのデモテープで初めて聴いたのが、本楽曲と5曲目の「茅ヶ崎に背を向けて」であると語っている。[14]
3. 当って砕けろ
シングル「勝手にシンドバッド」のカップリング曲。
4. 恋はお熱く
8分の6拍子・3連符のロッカバラード[15]。桑田はサザンのアルバムを作る際には必ずこういった曲調の楽曲を入れることを計画するという[15][注釈 1]。
イントロの波の音は葉山町の一色海岸で収録したもの[1]。
5. 茅ヶ崎に背を向けて
桑田と原由子のデュエット曲。2枚目シングル「気分しだいで責めないで」のカップリング曲としてシングルカットされている。
6. 瞳の中にレインボウ
ブルージーな楽曲[3]。
7. 女呼んでブギ
メジャーデビューのきっかけとなった、ヤマハ主催の音楽コンテスト「East West '77」へ出場した際に演奏された曲。
桑田が「女呼んでもんで抱いていい気持ち」のフレーズを初めて叫んだところ、メンバーが笑い転げて練習が中断したエピソードがある[16]。
アマチュア時代からのレパートリーだが、当時は歌詞がアドリブのため明確に定まっていなかったという[4]。正式に発売されたこの現行のバージョンにも明確に歌詞が定まっていない部分が存在しており、一部では「永遠に未完成だから素晴らしい」とも評されている[4]。この未完成を逆手にとって、茅ヶ崎ライブ2023で演奏された際には該当の部分を地元への感謝を述べる歌詞に改作されている[17]。
8. レゲエに首ったけ
タイトル通りレゲエをテーマにした楽曲になっている[1]。
9. いとしのフィート
リトル・フィートへの敬愛が込められたアレンジになっている[4]。
歌詞はラーメン、樽酒、除夜の鐘、お正月という言葉にもあるように日本の大晦日から元旦への情景と独り寂しく酒を飲む主人公の心情が描かれている[4]。
10. 今宵あなたに
歌詞の内容から「原由子讃歌」とも言われている楽曲[1]。

## 参加ミュージシャン
- 桑田佳祐 - ボーカル、ギター(#1～10)
- 大森隆志 - リードギター、コーラス(#1～10)
- 原由子 - キーボード、コーラス(#1～10)
- 関口和之 - ベース、コーラス(#1～10)
- 松田弘 - ドラムス、コーラス(#1～10)
- 野沢秀行 - パーカッション、コーラス(#1～10)

| 勝手にシンドバッド - Horn Spectrum - ホーン - 中村哲 - テノールサクソフォーン, ソプラノサクソフォーン - 兼崎順一 - トランペット, フリューゲルホルン - 新田一郎 - トランペット、フリューゲルホルン、トロンボーン 別れ話は最後に - Horn Spectrum - ホーン - 中村哲 - テノールサクソフォーン、ソプラノサクソフォーン - 兼崎順一 - トランペット、フリューゲルホルン - 新田一郎 - トランペット、フリューゲルホルン、トロンボーン | 当って砕けろ - Horn Spectrum - ホーン 瞳の中にレインボウ - ビクター少年合唱団 - コーラス 女呼んでブギ - Horn Spectrum - ホーン - 中村哲 - テノールサクソフォーン、ソプラノサクソフォーン - 兼崎順一 - トランペット、フリューゲルホルン - 新田一郎 - トランペット、フリューゲルホルン、トロンボーン |

## ライブ映像作品
| 曲名               | 作品名                                               | 備考 |
| ------------------ | ---------------------------------------------------- | --- |
| 勝手にシンドバッド | →「 勝手にシンドバッド § ライブ映像作品 」を参照     | |
| 別れ話は最後に     | 桑田佳祐の音楽寅さん 〜MUSIC TIGER〜 あいなめBOX     | 桑田佳祐ソロ名義の作品。DISC 1「♯01 桑田佳祐 追悼特別番組」及びDISC 2「♯07 アンプラグド・ライブ殺人事件」 に収録。アンコールとしてアコースティックギターでの弾き語りで歌唱された。本放送されていない未公開映像でもある。 |
| 当って砕けろ       | →「 勝手にシンドバッド § ライブ映像作品 」を参照     | |
| 恋はお熱く         | 未収録                                               | |
| 茅ヶ崎に背を向けて | →「 気分しだいで責めないで § ライブ映像作品 」を参照 | |
| 瞳の中にレインボウ | 未収録                                               | |
| 女呼んでブギ       | ホタル・カリフォルニア                               | |
| 女呼んでブギ       | シークレットライブ'99 SAS 事件簿 in 歌舞伎町         | |
| 女呼んでブギ       | 真夏の大感謝祭 LIVE                                  | |
| 女呼んでブギ       | 茅ヶ崎ライブ2023                                     | |
| 女呼んでブギ       | THANK YOU SO MUCH                                    | 完全生産限定盤のスペシャルディスクに収録。『ROCK IN JAPAN FESTIVAL 2024 in HITACHINAKA』での歌唱シーン。 |
| レゲエに首ったけ   | 未収録                                               | |
| いとしのフィート   | 真夏の大感謝祭 LIVE                                  | |
| 今宵あなたに       | 未収録                                               | |